# Santos auxiliadores
Los santos auxiliadores (del latín auxilium), son catorce santos, cuya invocación se considera eficaz contra determinados males físicos y del alma. Su veneración tiene origen germánico, siendo conocidos en idioma alemán como «los catorce auxiliadores» (en alemán: Vierzehn Nothelfer), y se originó en el siglo XIV inicialmente en la región de Renania, en gran medida como resultado de la epidemia que llegó a conocerse como la peste negra (probablemente un brote epidémico de peste bubónica). 

## Historia de su veneración
La devoción a los catorce Santos Auxiliadores comenzó en Renania, hoy parte de Alemania, durante la época de la Peste negra. Entre los catorce se encontraban tres vírgenes mártires. Una rima mnemotécnica en alemán dedicada a ellas reza:
|  | Margaretha mit dem Wurm, Barbara mit dem Turm, Katharina mit dem Radl das sind die drei heiligen Madl. | ("Margarita con el lindworm, Bárbara con la torre, Catalina con la rueda, esas son las tres santas doncellas.") |

A medida que los demás santos empezaron a ser invocados junto con estas tres vírgenes mártires, se les empezó a representar juntos en obras de arte. La veneración popular de estos santos a menudo empezaba en un monasterio en el que se guardaban sus reliquias. Todos los santos con la excepción de san Gil (o Egidio) fueron mártires.
A medida que la veneración conjunta de los santos se popularizó en el siglo XV, el papa Nicolás V extendió indulgencias a la devoción de los Catorce Santos Auxiliadores, aunque tales indulgencias ya no aplican.  Si bien cada santo tenía una festividad por separado, en algunos lugares los Catorce eran celebrados grupalmente, si bien tales celebraciones nunca hicieron parte del calendario romano general para la veneración universal. Cuando ese calendario fue revisado en 1969, las celebraciones individuales de santa Bárbara, santa Catalina de Alejandría, san Cristóbal y santa Margarita de Antioquía fueron eliminadas, pero en 2004 el papa Juan Pablo II reinstauró el 25 de noviemebre como la festividad opcional de santa Catalina, cuya voz fue oída por santa Juana de Arco. Las celebraciones individuales de los catorce santos están incluidas en la versión de 1954 del calendario romano general, el calendario romano general del papa Pío XII y el calendario romano general de 1960.
Otra devoción comparable a la de los santos auxiliadores fue la de los cuatro santos mariscales, que también eran venerados en Renania como «mariscales de Dios» y que también eran invocados contra enfermedades y epidemias. Este grupo incluía a san Quirino de Neuss (contra la viruela y el bocio), san Antonio Abad (contra la rabia y las mordeduras de perro), el papa Cornelio (contra los calambres y la epilepsia) y san Huberto (contra la peste).

## Nombre de los santos auxiliadores
- San Acacio (8 de mayo), mártir, invocado contra los dolores de cabeza.
- Santa Bárbara (4 de diciembre), virgen y mártir, invocada contra la fiebre y la muerte súbita. También es invocada con la frase «Santa Bárbara Doncella, líbrame de la centella» con el fin de obtener protección contra tormentas eléctricas. Así mismo se escucha: «nos acordamos de Santa Bárbara cuando truena».
- San Blas (3 de febrero), obispo y mártir, invocado contra los dolores de garganta y los atoramientos del sistema respiratorio (tos).
- Santa Catalina de Alejandría (25 de noviembre), virgen y mártir, invocada contra la muerte súbita.
- San Cristóbal (10 de julio), mártir, invocado contra la peste bubónica (Peste Negra).
- San Ciriaco (8 de agosto), diácono y mártir, invocado contra la tentación a la hora de la muerte.
- San Dionisio (9 de octubre), obispo y mártir, invocado contra los dolores de cabeza.
- San Erasmo (2 de junio), obispo y mártir, invocado contra las enfermedades intestinales.
- San Eustaquio (20 de septiembre), mártir, invocado en momentos de búsqueda espiritual y dificultades. Su historia de transformación y su resistencia ante la persecución son inspiradoras para aquellos que se enfrentan a desafíos en sus propias vidas. Patrón de los cazadores.
- San Gil o Egidio (1 de septiembre), ermitaño y abad, invocado contra la peste y para hacer una buena confesión.
- San Jorge (23 de abril), soldado y mártir, invocado contra los enemigos, para solucionar problemas económicos y laborales y para encontrar la fuerza y el coraje necesarios para enfrentarse a las dificultades de la vida.
- Santa Margarita (20 de julio), virgen y mártir, invocada durante el parto.
- San Pantaleón (27 de julio), médico y mártir, invocado por los médicos. Uno de los santos patronos de los médicos.
- San Vito (15 de junio), mártir, invocado contra la epilepsia y las convulsiones neurológicas. Patrón de los bailarines.

Los animales domésticos también eran atacados por la peste y san Jorge, san Erasmo, san Pantaleón y san Vito eran invocados para su protección. 
La mitad de estos santos son considerados personajes históricos (Blas, Ciriaco, Erasmo, Jorge, Gil, Pantaleón y Vito) mientras que los demás pueden ser solo legendarios (Acacio, Bárbara, Catalina de Alejandría, Cristóbal, Dionisio, Eustaquio y Margarita de Antioquía). El supuesto de que algunos de ellos son «legendarios» se basa principalmente en el análisis de las hagiografías tradicionales de los santos sin que se consideren otras posibilidades e interpretaciones, así como en los cambios asociados con el Mysterii Paschalis, aunque no todos estos cambios aplicaban a estos santos en particular. Si bien las festividades de varios de los catorce santos auxiliadores fueron eliminadas del calendario romano general, ninguno de ellos ha sido descanonizado ni se ha negado su existencia, y sus festividades persisten en algunos calendarios particulares.  
Ocasionalmente otros santos han sido incluidos en el grupo en reemplazo de otro, incluyendo a san Antonio Abad, san Leonardo de Noblat, san Nicolás, san Sebastián, san Oswaldo rey, el papa Sixto II, santa Apolonia, santa Dorotea de Cesarea, san Wolfgango de Ratisbona o san Roque.  

### La Virgen María
La Virgen María también recibe la advocación de María Auxiliadora o Nuestra señora del Auxilio, desde el siglo XVI, y particularmente en Francia, pero no está incluida en este grupo de santos, ya que la lista fue elaborada en el siglo XIV.